# Галерија грбова Црне Горе
Галерија грбова Црне Горе обухвата актуелни грб Црне Горе, њене историјске грбове, као и грбове њених 25 општина.

## Актуелни грб Црне Горе
- Грб
 Црне Горе
- Друга верзија грба
 Црне Горе

## Историјски грбови Црне Горе
- Печат
 Скадарске Србије 
 (626—969)
- Печат
 Дукље 
 (969—1189)
- Апокрифни грб
 Приморја 
 (1189—1360)
- Грб
 Зете у доба Балшића 
 (1360—1421)
- Грб
 Српске деспотовине 
 (1421—1451)
- Грб
 Зете у доба Црнојевића 
 (1451—1516)
- Грб 
 Теократске Црне Горе 
 (1516—1852)
- Грб
Књажевине Црне Горе 
 (1852—1910)
- Грб
Краљевине Црне Горе 
 (1910—1918)
- Грб
Федералне Црне Горе 
 (1943—1947)
- Грб
Социјалистичке Републике Црне Горе 
 (1947—1993)
- Грб 
 Републике Црне Горе
 (1993—2004)

## Грбови историјских области у саставу данашње Црне Горе
- Грб Боке которске из времена аустријске власти

## Општине и градови Црне Горе
- Грб општине
 Андријевица
- Грб општине
 Бар
- Грб општине
 Беране
- Грб општине
 Бијело Поље
- Грб општине
 Будва
- Грб општине
 Голубовци
- Грб општине
 Гусиње
- Грб општине
Даниловград
- Грб општине
 Жабљак
- Грб општине
 Колашин
- Грб општине
 Котор
- Грб општине
 Мојковац
- Грб општине
 Никшић
- Грб општине
 Плав
- Грб општине
 Плужине
- Грб општине
 Пљевља
- Грб главног града
 Подгорица
- Грб општине
 Рожаје
- Грб општине
 Тиват
- Грб општине
 Тузи
- Грб општине
 Улцињ
- Грб општине
 Херцег Нови
- Грб пријестолнице
 Цетиње
- Грб општине
 Шавник

### Ранији или неформални грбови општина и насеља Црне Горе
- Ранија верзија грба Берана
- Стари грб
 Бијелог Поља
- Стари грб
 Котора
- Стари мањи грб
 Пераста
- Стари већи грб
 Пераста
- Ранија верзија грба Петњице
- Ранија верзија грба Плава
- Најстарији грб
 Подгорице
- Стари грб
 Титограда
- Стари грб
 Цетиња
- Стари грб
 Херцег Новог
- Стари грб
 Херцег Новог